# Johannes V. (Papst)

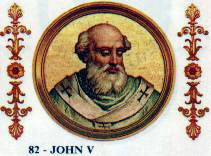
Johannes V., Darstellung in der Basilika Sankt Paul vor den Mauern

Johannes V. (* in Syrien; † 2. August 686 in Rom) war Papst vom 23. Juli 685 bis zu seinem Tode.

## Leben

### Herkunft und kirchliche Laufbahn
Er stammte aus Syrien, möglicherweise Antiochia. Seit 680 war er päpstlicher Legat. Auf Grund seiner Kenntnisse des Griechischen wurde er auserwählt, am Sechsten Ökumenischen Konzil von Konstantinopel teilzunehmen. 

### Pontifikat
Er trat sein Amt als Papst am 23. Juli 685 an. Von Kaiser Justinian II. erhielt er mehrere Gunsterweise für die Westkirche. Außerdem konnte er sich die Bischöfe Sardiniens untertan machen.  Am 2. August 686 starb er in Rom. Er liegt in der Basilika des Petersdoms begraben.